# Општина Мокроног-Требелно
Општина Мокроног-Требелно (словен. Mokronog-Trebelno) је једна од општина Долењске регије у држави Словенији. Седиште општине је градић Мокроног.

## Насеља општине
| - Бели Грич - Битња вас - Богнеча вас - Брезје при Требелнем - Брезовица при Требелнем - Бруна вас - Велика Стрмица - Врх при Требелнем - Горења вас при Мокроногу - Горење Забуковје - Горење Лакнице | - Горењи Мокроног - Долење Забуковје - Долење Лакнице - Дречји Врх - Јагодник - Јелшевец - Крижни Врх - Лог - Малине - Мартиња вас при Мокроногу - Мирна вас | - Мокроног - Мост - Орнушка вас - Острожник - Подтурн - Пуглед при Мокроногу - Пушчава - Радна вас - Рибјек - Роје при Требелнем - Свети Врх | - Слепшек - Средње Лакнице - Требелно - Храстовица - Церовец при Требелнем - Цикава - Чешњице при Требелнем - Чилпах - Чужња вас - Штатенберк |

Шаблон:Мокроног-Требелно